# Gir Leiteiro

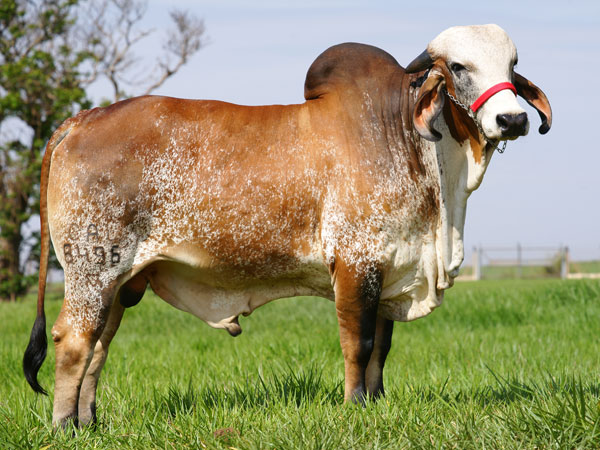
touro raça Gir Leiteiro.

A raça Gir entrou oficialmente no Brasil no ano de 1911 através de uma importação da Índia. A raça se concentrou, inicialmente, no Triângulo Mineiro, região que já era tradicional na criação de gado Zebu, principalmente o Guzerá e o Nelore.
A história do gado Gir voltado à produção leiteira começa na década de 1920 nos cafezais paulistas.
Nesta época estabeleceu-se um núcleo de criação na cidade de Franca, no interior paulista, que ficou conhecido pela produção leiteira e pela seleção racial.

## Característica Geral
O Gir Leiteiro é uma raça que apresenta boa capacidade de produção leiteira, além de sua destacada rusticidade. Isto acontece porque os animais estão bem adaptados ao clima nacional e ao sistema de produção empregado na maior parte das propriedades do país - pastagens.
A raça alcança uma média de produção leiteira em torno dos 3.233 kg, sob o regime de duas ordenhas (controle leiteiro oficial). A duração de lactação é de cerca de 307 dias e os animais produzem, em média, 12 kg de leite por dia.
A idade ao primeiro parto está em torno de 40 meses, quando o regime empregado é o extensivo, ou seja, pastagem sem maiores cuidados no manejo.

### Raça
A raça Gir Leiteiro apresenta como coloração típica a pelagem de fundo claro com pintas avermelhadas (chitas), ou a de fundo vermelho com pintas claras, variando tons entre o amarelo e o vermelho escuro.
No Brasil, no entanto, são comuns os animais com pelagem de fundo branco, sendo normal que, nesses animais, as orelhas sejam escuras (vermelhas ou azeviche), bem como a região dos joelhos, jarretes e quartelas/coroas.
O crânio é ultraconvexo, tanto quanto o perfil. Os chifres são voltados para fora, para baixo e para trás. Lateralmente, os olhos são alinhados com a base dos chifres, ou seja, os chifres nascem abaixo ou na linha dos olhos.
A giba - cupim - é bem saliente nas fêmeas e mais avantajada nos machos. As orelhas são pendulares, iguais a uma "folha seca", formando uma dobra característica na extremidade, voltada para dentro - que recebe o nome de gavião.

## A associação dos criadores
A ABCGIL - Associação Brasileira dos Criadores de Gir Leiteiro - foi fundada São Paulo no ano de 1980. Atualmente a entidade está localizada na cidade de Uberaba/MG e mantém uma sala junto à Embrapa Gado de Leite, em Juiz de Fora/MG.